# Lepanthes hoeijeri
Lepanthes hoeijeri är en orkidéart som beskrevs av Carlyle August Luer. Lepanthes hoeijeri ingår i släktet Lepanthes och familjen orkidéer. Inga underarter finns listade i Catalogue of Life.